# Супер бързи
„Супер бързи“ (на английски: Superfast) е американска комедия от 2015 г.

## Сюжет
Внимание:  Текстът по-долу разкрива сюжета на произведението (или части от него)!
Ченгето под прикритие Лукас Уайт се присъединява към лосанджелиската банда на Вин Серенто за незаконни улични състезания. Те планират да ограбят престъпния бос Хуан Карлос де ла Сол, който крие парите си в „Тако Бел“. Нескопосаният план на бандата е да обере ресторанта на висока скорост.